# Aulacorhynchus haematopygus
Il tucanetto groppacremisi (Aulacorhynchus haematopygus (Gould, 1835)) è un uccello della famiglia Ramphastidae, diffuso in Sud America.

## Descrizione
Il suo piumaggio è verde globale (spesso debolmente tinto blu), ad eccezione di un groppone rosso-marrone rossiccio e punta della coda. Il becco è nero e marrone rossiccio con una banda bianca alla base. È lungo circa 35 cm e pesa da 141 – 232 g.

## Biologia

### Riproduzione

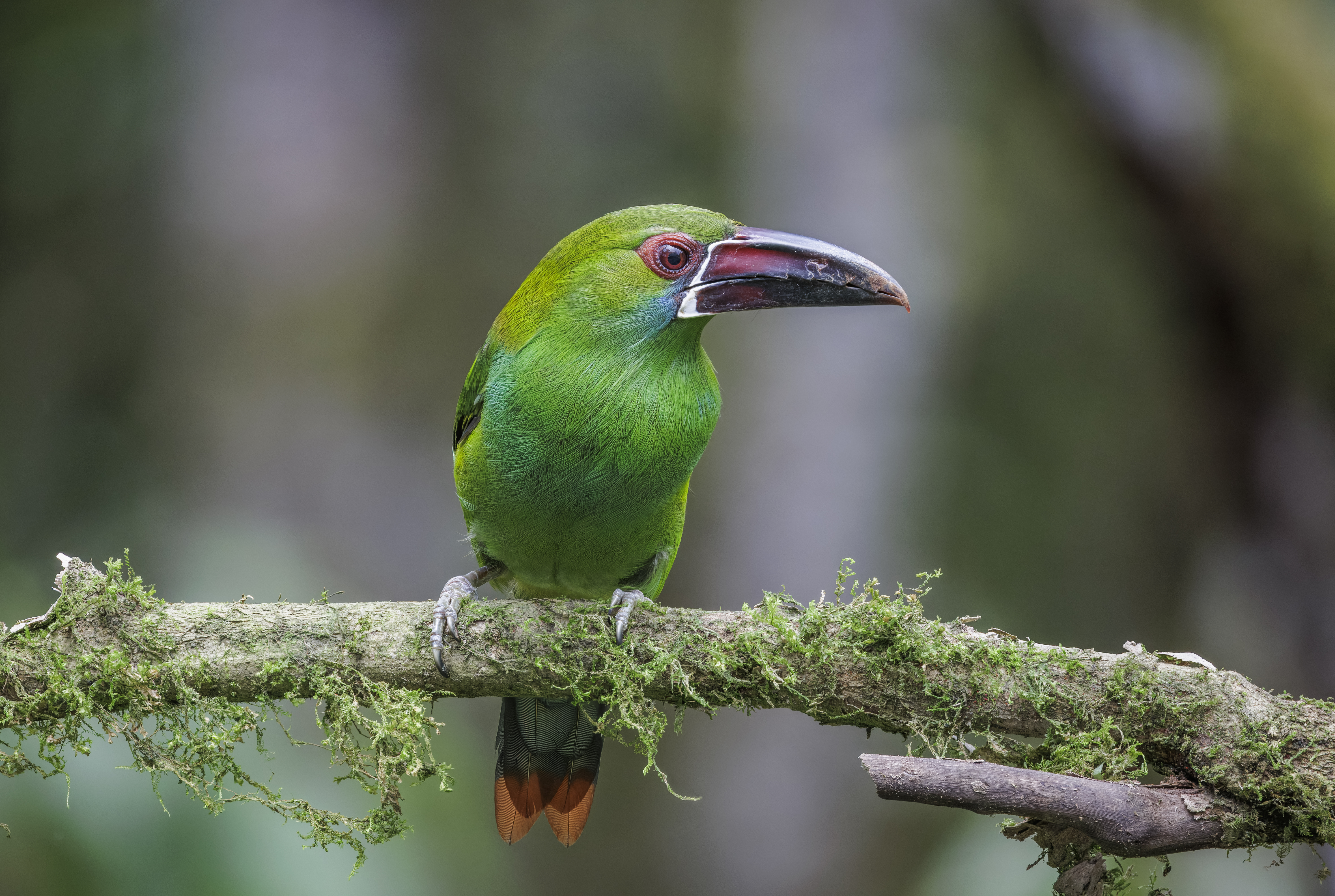
Aulacorhynchus haematopygus sexnotatus, nella riserva privata Refugio Paz de Las Aves, in Ecuador.

Durante il rituale di accoppiamento i tucani si lanciano frutta a vicenda.
Come tutte le loro attività, la nidificazione avviene in alto negli incavi degli alberi. Il becco non è adatto a scavare e così devono sfruttare buchi già formati con altri mezzi.
All'anno sono deposte da 2 a 4 uova mentre viene allargata l'apertura della fessura o vengono adagiate su vari tipi di semi rigurgitati per questo motivo. I genitori si dividono equamente il compito dell'incubazione, anche se raramente restano sul nido per più di un'ora alla volta e le uova sono spesso lasciate scoperte.I genitori si dividono anche la nutrimento in frutta del piccolo fino a 8 settimane.
Dopo 16 giorni in piccoli nascono ciechi con la pelle rosa. Il becco non ha un aspetto particolare fino a 16 giorni, quando assume i tratti distintivi del tucano e dopo altri 4 mesi è completamente sviluppato. Le piume arrivano a 4 settimane.
I pulcini hanno dei cuscinetti sui gomiti che proteggono i piedi per mantenerli in alto finché non avranno le piume.
Possono vivere a lungo con una aspettativa di vita attorno ai 20 anni.

## Distribuzione e habitat
Vive nelle foreste umide in Ecuador, Colombia e Venezuela.

## Tassonomia
Il tucanetto groppone è stato originariamente descritto in genere Pteroglossus.
Sono riconosciute due sottospecie:
- Aulacorhynchus haematopygus haematopygus (Gould, 1835) - diffusa in Colombia e Venezuela occidentale.
- Aulacorhynchus haematopygus sexnotatus Gould, 1868 - diffusa nel sud-est della Colombia e nell'Ecuador occidentale.